# Stipagrostis foexiana
Stipagrostis foexiana là một loài thực vật có hoa trong họ Hòa thảo. Loài này được (Maire & Wilczek) De Winter miêu tả khoa học đầu tiên năm 1963.